# Нуле
Нуле (італ. Nule, сард. Nule) — муніципалітет в Італії, у регіоні Сардинія,  провінція Сассарі.
Нуле розташоване на відстані близько 320 км на південний захід від Рима, 140 км на північ від Кальярі, 65 км на південний схід від Сассарі.
Населення — 1402 особи (2014).

## Демографія
Населення за роками:

Станом на 31 грудня 2007 року в Нуле офіційно проживав 1 іноземець (громадянин Бразилії).
Станом на 1 січня 2023 року в муніципалітеті офіційно проживало 7 іноземців з 2 країн, серед них 6 громадян країн Євросоюзу.

## Сусідні муніципалітети
- Бенетутті
- Бітті
- Оруне
- Озідда
- Паттада